# Alfons Lutz
Alfons Lutz (* 25. Juli 1903 in Seelisberg; † 9. Juni 1985 in Basel, heimatberechtigt in Basel und Medels im Rheinwald) war ein Schweizer Apotheker und Pharmaziehistoriker.

## Leben

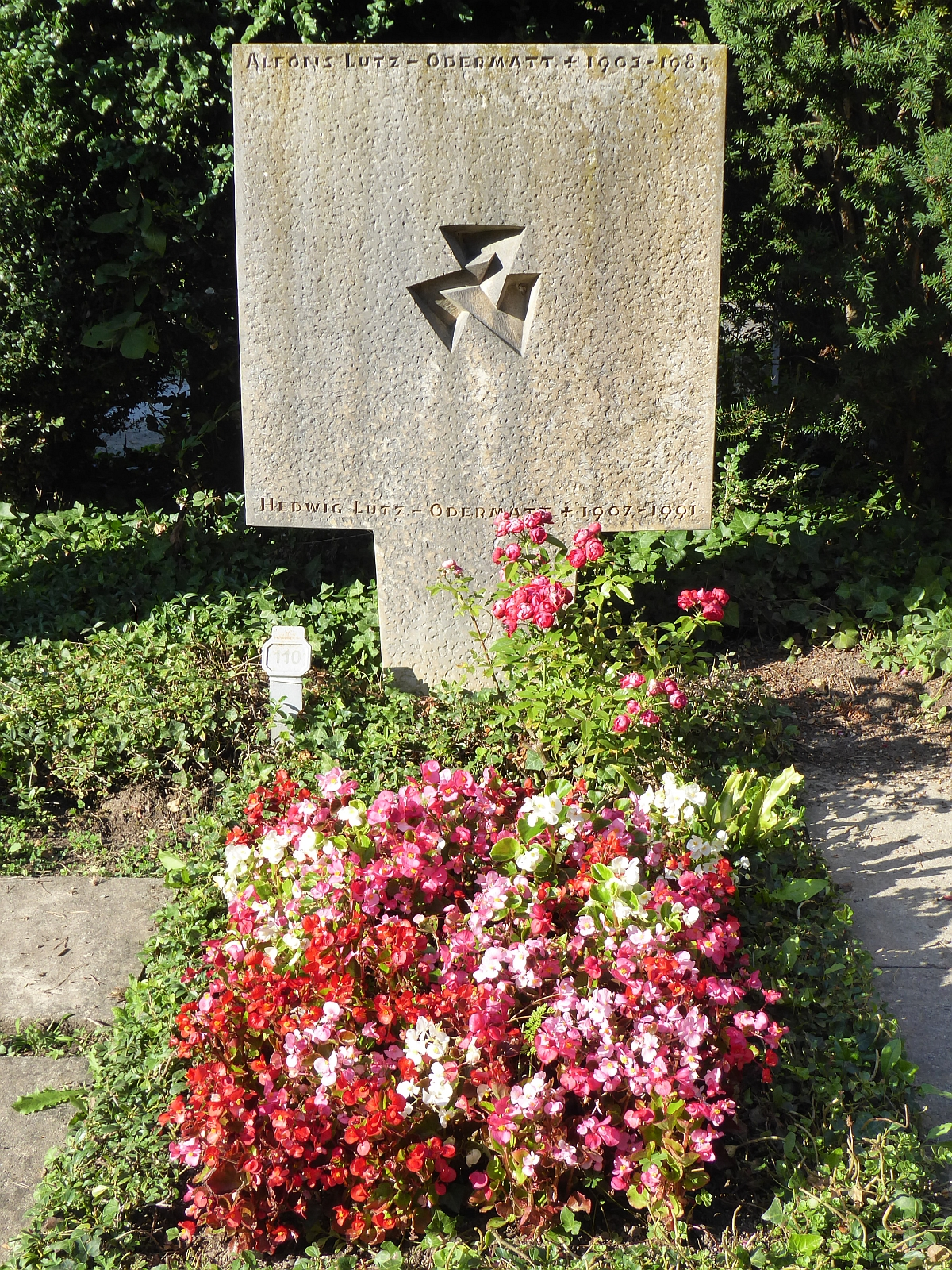
Grab auf dem Friedhof Wolfgottesacker, Basel

Alfons Lutz kam am 25. Juli 1903 in Seelisberg als Sohn des Schreiners Georg Lutz und der Schneiderin Brigitte geborene Scheuber zur Welt. Lutz nahm in Basel ein Studium der Pharmazie auf. 1928 erwarb er das Staatsexamen als Apotheker. Zwei Jahre später gründete er die Stern-Apotheke in Basel. 1938 erfolgte schliesslich seine Promotion in Basel.
Neben seiner Tätigkeit als Offizinapotheker widmete er sich der Pharmaziegeschichte und wurde zum Spezialisten für pharmazeutische Handschriften des Mittelalters. Er entdeckte in der Basler Universitätsbibliothek den seit dem 16. Jahrhundert als verschollen gegoltenen Antidotarius magnus aus dem 11. Jahrhundert, eines der ersten mittelalterlichen Arzneibücher, in einer Handschrift aus dem 12. Jahrhundert wieder und publizierte das Werk 1959. Lutz war zwischen 1942 und 1972 als Konservator des Pharmazie-Historischen Museums in Basel tätig.
Alfons Lutz heiratete 1932 Marie Hedwig, die Tochter des Walter Odermatt. Er verstarb am 9. Juni 1985 knapp vor Vollendung seines 82. Lebensjahres in Basel.

## Ehrung
- 1964 zeichnete ihn die Universität Basel durch die Verleihung des Ehrendoktorates aus.